# Tuffi ai Giochi della XXXI Olimpiade - Piattaforma 10 metri sincro maschile
La gara dei tuffi dalla piattaforma 10 metri sincro maschile dei Giochi olimpici di Rio de Janeiro 2016 è stata disputata l'8 agosto a partire dalle ore 16:00 (UTC-3). Vi hanno partecipato otto coppie di atleti provenienti da altrettante nazioni. La gara si è svolta in un unico turno di finale in cui ogni coppia ha eseguito una serie di sei tuffi.
La competizione è stata vinta dai cinesi Chen Aisen e Lin Yue, mentre l'argento e il bronzo sono andati rispettivamente agli statunitensi David Boudia e Steele Johnson e ai britannici Tom Daley e Daniel Goodfellow.

## Risultati
| Pos. | Nazione       | Atleti                              | Tot.   | T1    | T2    | T3    | T4    | T5     | T6    | Ord. |
| ---- | ------------- | ----------------------------------- | ------ | ----- | ----- | ----- | ----- | ------ | ----- | ---- |
| 1    | Cina          | Chen Aisen Lin Yue                  | 496,98 | 57,00 | 57,00 | 92,82 | 85,32 | 106,56 | 98,28 | 7    |
| 2    | Stati Uniti   | David Boudia Steele Johnson         | 457,11 | 54,00 | 53,40 | 83,52 | 85,68 | 85,47  | 95,04 | 4    |
| 3    | Gran Bretagna | Tom Daley Daniel Goodfellow         | 444,45 | 51,60 | 49,80 | 79,68 | 81,60 | 92,13  | 89,64 | 8    |
| 4    | Germania      | Patrick Hausding Sascha Klein       | 438,42 | 51,00 | 48,60 | 74,88 | 92,88 | 84,66  | 86,40 | 2    |
| 5    | Messico       | Iván García Germán Sánchez          | 423,30 | 51,60 | 49,20 | 79,92 | 82,14 | 77,22  | 83,22 | 3    |
| 6    | Ucraina       | Maksym Dolhov Oleksandr Horškovozov | 421,98 | 50,40 | 49,80 | 77,76 | 84,48 | 68,82  | 90,72 | 5    |
| 7    | Russia        | Viktor Minibaev Nikita Šlejcher     | 417,57 | 51,00 | 48,60 | 78,54 | 67,71 | 87,48  | 84,24 | 1    |
| 8    | Brasile       | Jackson Rondinelli Hugo Parisi      | 368,52 | 49,80 | 48,00 | 71,10 | 70,08 | 61,38  | 68,16 | 6    |